# Маневич, Лев Ефимович
Лев Ефи́мович (Изра́илевич) Мане́вич (агентурный псевдоним — Этье́н; 20 августа 1898, Чаусы, Могилёвская губерния, Российская империя — 11 мая 1945, Эбензее, Верхняя Австрия, Австрия) — советский военный разведчик, Герой Советского Союза.

## Биография
Родился в многодетной семье мелкого служащего Исроэла-Хаима Абрамовича Маневича. Старший брат Льва Маневича, Яков, с молодых лет участвовал в революционном движении. В 1905 году Яков был арестован, но сумел бежать и через Германию добрался до швейцарского Цюриха. Весной 1907 года, после смерти матери, туда же привезли Льва (другие их родственники — брат Моисей и сестра Амалия, перебрались в Баку, из-за чего в советское время ошибочно считалось, что в Азербайджане жила вся семья Маневичей).
Образование получил в Политехническом колледже Цюриха, где освоил разговорный немецкий язык, а также овладел французским и итальянским языками. 20 июня 1917 года братья Маневичи выехали на родину. По приезде в Россию Лев Маневич пошёл добровольцем в Красную армию, в 1918 году вступил в РКП(б) (партбилет за номером 123915). Участник гражданской войны на Восточном фронте и на Кавказе, был штабным работником, командиром отряда особого назначения. В Азербайджане воевал под командованием одного из 26 бакинских комиссаров Мешади Азизбекова, служил в Первом интернациональном полку Бакинского Совета. Вёл активную партийную работу в Самаре, Баку, Уфе. Войну завершил в должности комиссара бронепоезда.
Поскольку в создававшемся в СССР государственном аппарате, в т.ч. и в военной разведке, была острая необходимость в сотрудниках, знающих иностранные языки, весной 1920 года, по просьбе ЦК РКП(б), Маневич, как человек, владевший тремя языками и имевший опыт жизни в европейских странах, был вызван в Москву и направлен на учебу в Высшую школу штабной службы комсостава РККА, которую окончил в 1921 году. Потом его определили слушателем Военной академии РККА, где он изучил ещё один язык — английский. Сразу же после выпуска, летом 1924 года, его направили в распоряжение Разведупра. С апреля по сентябрь 1925 года Маневич работал в Секретариате РВС СССР на должности «для особых поручений 1-го разряда».
Летом 1921 года Лев Маневич женился на двадцатидвухлетней Надежде Дмитриевне Михиной, дочери самарского фельдшера, студентке медицинских факультетов в Томске и Самаре. В 1922 году у них родилась дочь Татьяна. С ноября 1925 по март 1927 года Маневич, пользуясь псевдонимом «Этьен», выполнял оперативные задания в Германии. За границу выехал вместе с семьёй, Надежда Маневич была записана гражданкой Финляндии Марией Вестерхольм, дочь Татьяна получила имя Айно. Однако мать и дочь не сумели вжиться в роль иностранок, чем поставили под удар проведение оперативной работы, в связи с чем вскоре были вывезены в СССР.
В мае 1927 года был назначен начальником сектора 3-го (информационно-статистического) отдела Разведупра. Позже был направлен в войска на стажировку, которую завершил в 1928 году на должности командира роты в 164-м стрелковом полку.
После этого поступил на строевое отделение Курсов усовершенствования начсостава ВВС при Военно-воздушной академии им. Н. Е. Жуковского. Окончил учёбу в мае 1929 года, со званием «летчик-наблюдатель» Воздушного флота РККА и отличной характеристикой. С мая по октябрь 1929 года стажировался в 44-м авиаотряде в Грузии.
Маневича изначально планировали использовать на работе по легальной линии в США, однако было решено отправить его за границу в Италию в качестве нелегала.
В 1929 году Маневич с документами на имя Конрада Кертнера был легализован в Австрии. В Вене он открыл патентное бюро, где можно было оформить патент или приобрести лицензию на уже зарегистрированное изобретение. Очень скоро это предприятие приобрело хорошую репутацию благодаря тому, что её хозяин был пилотом, часто бывал на аэродромах, вследствие чего у него сложился широкий круг знакомств среди летчиков, планеристов, техников, мотористов, наладчиков и авиаконструкторов. Кроме того, Маневич постоянно ездил в Англию, на воздушные гонки, где смог установить связи с конструкторами самолетов, авиадвигателей и другого авиационного оборудования. В 1931 году он переехал в Италию, где в Милане также открыл своё патентное бюро с правом представительства от ряда австрийских, немецких и чешских фирм, производивших авиадвигатели, приборы ночного видения и другое авиационное оборудование, и заинтересованных в сбыте своей продукции в Италии.
Основная работа Маневича в качестве сотрудника разведки заключалась в сборе информации по вопросам, связанным со «слепыми» полётами, пилотированием по приборам, а также с полётом авиационного подразделения в строю и в тумане. Он также уделял внимание вопросам военного судостроения, которое в Италии было очень хорошо развито. Для связи с Центром в распоряжение нелегальной резидентуры «Этьен» в Италию была послана радистка, работавшая под легендой австрийской студентки Миланской консерватории. Маневичу удалось организовать агентурную сеть, включавшую сотрудников во многих портовых городах Италии, что позволяло ему отслеживать переброску итальянских войск и военные поставки. В 1931-1932 годах резидентура Маневича имела девятерых агентов-источников и троих агентов, которые выполняли вспомогательные функции. За этот период в Центр было передано несколько сотен ценных документов и информационных донесений.
В 1932 году здоровье Маневича стало ухудшаться. Кроме того, он стал замечать признаки слежки со стороны контрразведки. В своих посланиях в Центр он неоднократно просил отозвать его в СССР и прислать замену. Однако в Москве медлили с выполнением этой просьбы, поскольку Маневич считался специалистом высочайшего класса и найти второго такого же, равного ему по способностям, составляло проблему.
В октябре 1932 года Маневич был арестован во время встречи с одним из своих агентов, который уже долгое время находился под наблюдением полиции и контрразведки.
16 декабря 1935 года Льву Маневичу, находившемуся в Италии под следствием, секретным приказом НКО СССР было присвоено звание полковника.
В январе 1937 года, арестованному Конраду Кертнеру (Маневичу) было предъявлено обвинение в шпионаже. В обвинительном заключении ему вменялось в вину, в частности, нелегальное приобретение чертежей различных самолетов. 9 февраля 1937 года он был осужден Особым трибуналом Италии на 16 лет тюремного заключения (в результате амнистий приговор был снижен до 6 лет) с позднейшей высылкой за пределы страны. На следствии и допросах Маневич не выдал ни своего настоящего имени, ни государственной принадлежности, поэтому его судили как австрийца. В приговоре отмечалось, что подсудимый, возможно, не тот человек, за которого себя выдает, но трибунал это не интересует.
После вынесения приговора Маневич был направлен в тюрьму Кастельфранко дель Эмилия. Находясь в тюрьме, он продолжал посылать в Москву ценные разведывательные данные, в частности, при помощи заключенных, работавших раньше на авиационных заводах, составил и передал в Центр анализ недостатков и изъянов нового прицела для бомбометания, сообщил характеристики крейсера, который строился на верфи в Генуе, данные о ночных бомбометаниях в Абиссинии, а также рецепт броневой стали.
В июне 1937 года начальник Разведупра Ян Берзин представил полковника Маневича к званию комбрига.
Весной 1941 года заболевшего туберкулёзом легких Маневича перевели на юг Италии в тюрьму на острове Санто-Стефано, где он находился до 9 сентября 1943 года. После освобождения острова американскими войсками все политические заключённые были освобождены. Маневич с несколькими товарищами направился на арендованном паруснике в Гаэту. Однако за день до прибытия судна Гаэту заняли немецкие войска, и через несколько дней Маневич был вновь арестован и этапирован в концлагерь.
«Австрийца» Кертнера должны были направить туда, где он якобы родился, что грозило разоблачением. Поэтому по прибытии в концлагерь Маневич рискнул воспользоваться смертью одного из русских заключённых — своего старого друга, биографию которого он хорошо знал, Якова Старостина, — и назвался его именем. В дальнейшем разведчик содержался под этим именем в концлагере «Эбензее» (часть лагерного комплекса Маутхаузен). В лагере он тесно сошёлся с бывшим офицером штаба 23-й танковой дивизии Грантом Айрапетовым. Оба вошли в подпольный штаб сопротивления, который организовывал диверсии на производстве.
В мае 1945 года лагерь был освобождён американскими войсками, после чего бывших заключенных поселили на время в городке Штайнкогель. К тому времени Маневич был тяжело болен. Лев Ефимович Маневич скончался 11 мая 1945 года, успев сообщить Айрапетову свой оперативный псевдоним и попросив сообщить о нём в Москву. Первоначально Маневич был похоронен под именем полковника Якова Старостина. В 1965 году, после опубликования в газете «Правда» Указа о присвоении звания Героя Советского Союза, официально рассекретившего имя Маневича, в Австрию прибыла советская делегация для поисков его могилы. Останки разведчика были эксгумированы и затем перезахоронены в Линце, на мемориальном кладбище Санкт-Мартин-Зюд, где похоронены советские воины, павшие при освобождении Австрии. На могильной плите была выбита надпись: «Здесь покоится прах Героя Советского Союза полковника Маневича Льва Ефимовича. 1898—1945».
Супруга, Надежда Дмитриевна Маневич, с 1931 года состояла в кадрах РККА. В период Великой Отечественной войны служила в Разведупре Генштаба Красной Армии. В мирное время работала в редакции военно-теоретического журнала «Военная мысль». Вышла в отставку в звании подполковника, имела правительственные награды. Умерла в 1986 году.
Дочь, Татьяна Львовна Маневич, окончила немецкое отделение военного факультета при 2-м Московском педагогическом институте иностранных языков. До конца Великой Отечественной войны служила военным переводчиком в Управлении войсковой разведки ГРУ. После войны в 1945-1946 годах работала переводчиком оперативных отделов лагерей военнопленных под Ригой и Калининградом. Окончив факультет английского языка 1-го Московского института иностранных языков им. М. Тореза, преподавала в Военной академии Генерального штаба и Высшей школе КГБ им. Ф. Дзержинского. В отставку вышла в звании подполковника.

## Награды
- Указом Президиума Верховного Совета СССР от 20 февраля 1965 года за доблесть и мужество, проявленные при выполнении специальных заданий Советского правительства перед Второй мировой войной и в годы борьбы с фашизмом, полковнику Маневичу Льву Ефимовичу присвоено звание Героя Советского Союза (посмертно).
- Награждён Орденом Ленина (20.02.1965, посмертно).

## Память

Мемориал Л. Е. Маневича в Самаре

- В Минске[8], Гомеле и Могилёве именем Маневича названы улицы.
- На родине Героя, в городе Чаусы, его именем названа улица и установлена мемориальная доска.
- Мемориальные доски также установлены в городе Рыльске Курской области (на здании Рыльского авиационного технического колледжа гражданской авиации),в Самаре (на здании Управления Федеральной службы безопасности по Самарской области), в Уфе (на здании железнодорожного вокзала).
- Лицею Белорусско-Российского университета в Могилёве присвоено имя Льва Маневича[9].
- В Могилёве установлена мемориальная доска в честь Льва Маневича[10]. Установлена на здании лицея Белорусско-Российского университета, который носит его имя.